# Ignaz Heim

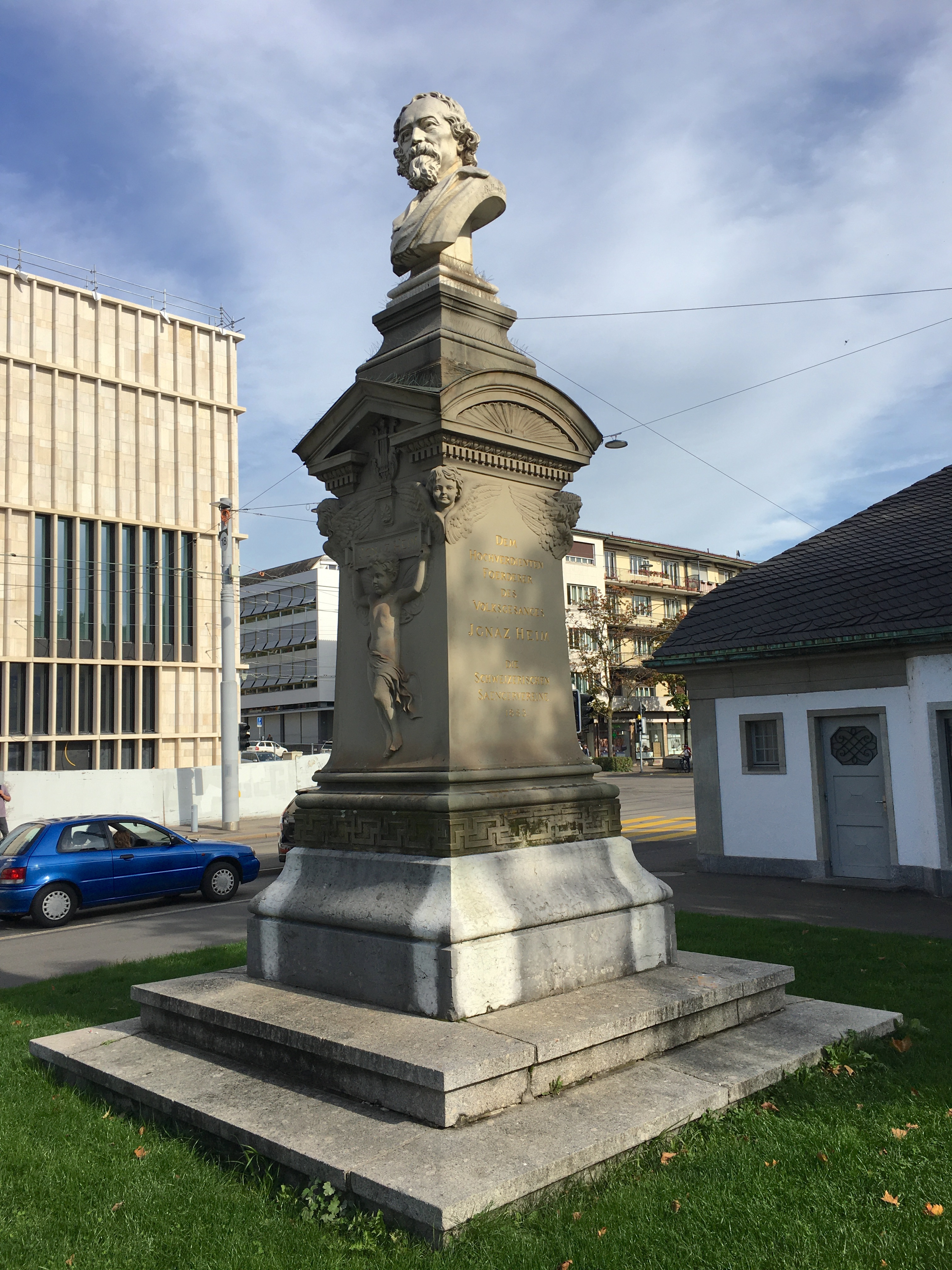
Ignaz-Heim-Denkmal auf dem nach ihm benannten Platz, Büste von Baptist Hörbst

Ignaz Heim (* 7. März 1818 in Renchen; † 3. Dezember 1880 in Zürich) war ein Schweizer Musiker und Komponist, der sich um die Bearbeitung und Herausgabe von Volksliedern verdient gemacht hat.

## Leben

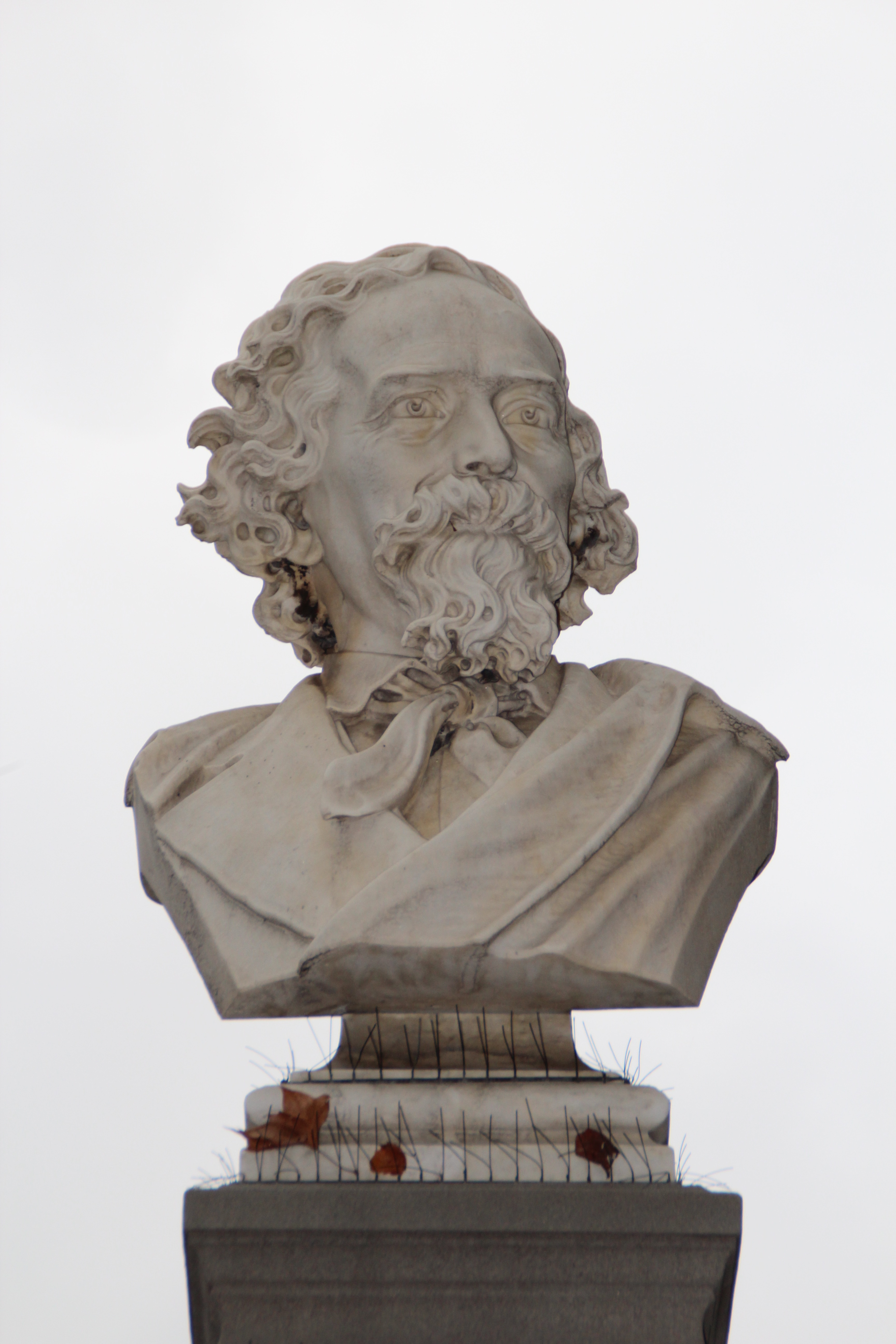
Büste des Musikers Ignaz Heim

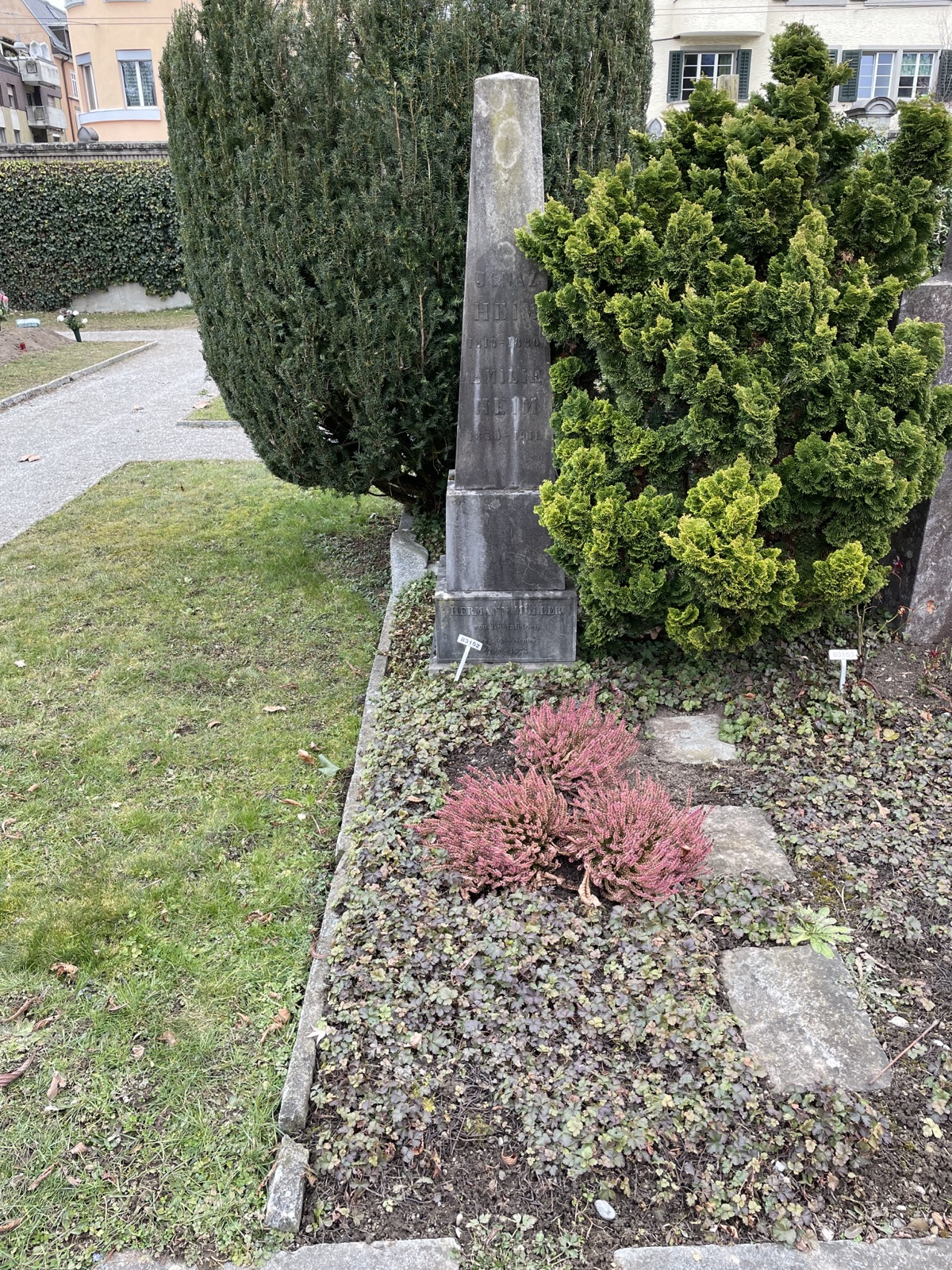
Grab von Ignaz und Emilie Heim auf dem Friedhof Sihlfeld

Heim wurde in Renchen als Sohn eines Renchener Arztes und Apothekers geboren und schlug zunächst auf elterlichen Wunsch ebenfalls die Apothekerslaufbahn ein. Nach dem Tod des Vaters verkaufte Heim die Apotheke und zog nach Freiburg im Breisgau, wo er die Freiburger Liedertafel gründete und nach der Badischen Revolution 1848/49 Schikanen ausgesetzt war. Da er wie der Vater die Schweizer Staatsbürgerschaft hatte, zog er 1850 in die Schweiz. Ab 1852 war er in Zürich, wo er Gesangsvereine leitete und Kirchenchöre dirigierte.
Er sammelte und bearbeitete Volkslieder, die er in zwei Ausgaben herausgab: Sammlung von Volksgesängen und Neue Volksgesänge. Sie unterschieden sich in Ausgaben für Männer- oder für gemischten Chor, in Originalausgabe oder eine abweichende Ausgabe für Deutschland. Diese Sammlungen gehörten bald zur Standardausrüstung von Chören und Schulen und erlebten zahlreiche Auflagen. Nach 1898 erschienen Stereotypplatten seiner Lieder.
In Zürich sind eine Strasse und ein Platz nach ihm benannt. Dort, hinter einem Kiosk, steht das Ignaz-Heim-Denkmal, das 1883 von Baptist Hörbst, einem Schüler Ferdinand Schlöth, gestaltet wurde. In seiner Geburtsstadt Renchen ist eine Schule und ebenfalls eine Strasse nach ihm benannt.
Er fand auf dem Friedhof Sihlfeld in Zürich seine letzte Ruhestätte. Gottfried Lochbrunner veröffentlichte 1914 eine Biografie über Heim im Neujahrsblatt der Allgemeinen Musikgesellschaft Zürich.

## Werke
- Sammlung von Volksgesängen für den gemischten Chor. Herausgegeben von der Musik-Kommission der zürch. Schulsynode unter Redaktion von I.[gnaz] Heim. Neunte Stereotyp-Ausgabe. Zürich: Selbstverlag der Kommission. Depot bei Buchbinder Schwarz, Münsterhäuser. Druck von Zürcher und Furrer. 1869.
- Sammlung von Volksgesängen für den Männerchor, herausgegeben von der Musik-Kommission der zürch. Schulsynode unter Redaktion von I. Heim. 24. Stereotyp-Ausgabe. Zürich: Selbstverlag der Kommission 1872.
- Neue Volksgesänge für den Männerchor. Liederbuch für Schulen und Vereine. Herausgegeben unter Mitwirkung deutscher und schweizerischer Tonsetzer. Erstes Bändchen, achte Stereotypauflage. Zürich: Selbstverlag des Herausgebers 1875.
- Sammlung von Volksgesängen für gemischten Chor. 1. Band. Liederbuch für Schule, Haus und Verein. Herausgegeben von der Zürcherischen Liederbuchanstalt, vormals Musik-Kommission der Zürcherischen Schulsynode, unter Redaktion von I.[gnaz] Heim. 30. Ausgabe für Deutschland. Zürich. Selbstverlag der Liederbuchanstalt, Rotbuchstrasse 24. Hauptdepot für Deutschland und Österreich-Ungarn bei P. Pabst, Musikalienhandlung, Leipzig. [Um 1900].